# Coussay-les-Bois
Coussay-les-Bois è un comune francese di 889 abitanti situato nel dipartimento della Vienne nella regione della Nuova Aquitania.

## Società

### Evoluzione demografica
Abitanti censiti